# Dusona bellipes
Dusona bellipes (лат.) — вид мелких наездников—ихневмонид (Ichneumonidae) рода Dusona из подсемейства Campopleginae.

## Распространение
Евразия: Европа и Дальний Восток (Южная Корея, Япония). Встречается в России (Саратовская область).

## Описание
Длина тела от 11 до 16 мм. Жгутик усика состоит из 54-57 члеников. Яйцеклад короче, чем длина задней голени. Клипеус слабо выпуклый. Внутренние края глаз несут орнамент в виде глубокого выреза напротив основания усиков. Зеркальцо переднего крыла большое и от его середины отходит 2-я возвратная жилка. Дыхальце проподеума удлинённое. Брюшные сегменты сжатые с боков, красновато-чёрные. Нижнечелюстные щупики 5-члениковые, нижнегубные щупики состоят из 4 сегментов. Предположительно, паразитируют на гусеницах бабочек.
Вид был впервые описан в 1872 году шведским энтомологом Августом Эмилем Холмгреном (August Emil Holmgren; 1829—1888) и ревизован в 2014 году корейскими гименоптерологами Дж.-К. Хои и Ж.-В. Ли (Jin-Kyung Choi, Jong-Wook Lee; Department of Life Sciences, Yeungnam University, Gyeongsan, Южная Корея), включён в состав рода Dusona (триба Limneriini).